# Hating Life
Hating Life četvrti je studijski album švedskog death metal-sastava Grave. Diskografska kuća Century Media Records objavila ga je 25. ožujka 1996.

## O albumu
Nakon što je Jörgen Sandström napustio sastav 1996., gitarist Ola Lindgren postao je novi pjevač sastava. Kao i prethodni album sastava, Hating Life,  snimljen je u studiju Sunlight u Stockholmu, a producirao ga je Tomas Skogsberg.

## Popis pjesama
| 1.    | »Worth the Wait«                             | 3:41 |
| 2.    | »Restrained«                                 | 3:44 |
| 3.    | »Winternight«                                | 3:02 |
| 4.    | »Two of Me«                                  | 2:38 |
| 5.    | »Beauty Within«                              | 3:46 |
| 6.    | »Lovesong«                                   | 3:11 |
| 7.    | »Sorrowfilled Moon«                          | 4:23 |
| 8.    | »Harvest Day«                                | 3:43 |
| 9.    | »Redress«                                    | 3:29 |
| 10.   | »Still Hating Life« (instrumentalna skladba) | 1:15 |
| 32:52 |                                              |      |

## Zasluge
| Grave - Ola Lindgren – gitara, vokal, bas-gitara - Jensa Paulsson – bubnjevi, vokal | Ostalo osoblje - Tomas Skogsberg – produkcija, inženjer zvuka, miks - Peter In de Betou – mastering - Rolf Brenner – fotografije (glave) - Karin Nilsson – zimske fotografije - Media Logistics – umjetnički smjer, dizajn - Fred Estby – inženjer zvuka, miks - Anders Lindström – inženjer zvuka, miks |